# Nibelungen-Stellung
Die Nibelungen-Stellung war im Zweiten Weltkrieg eine beabsichtigte Verteidigungslinie entlang der Oder, welche von Heinz Guderian entwickelt worden war. Im
Erkundungsbefehl für die Nibelungen-Stellung des OKH vom 28. November 1944 wurde die Verteidigungsstellung entlang der Linie Pressburg–Brünn–Olmütz–Glatz–Frankfurt (Oder)–Küstrin–Stettin geplant. Aufgrund des schnellen Vormarsches der sowjetischen Truppen konnten nur Vorbereitungen getroffen werden. Außerdem sollte mit dem Befehl der Oder-Warthe-Bogen sowie der Pommernwall (Pommern-Stellung) aus den 1920-/1930er-Jahren reaktiviert werden. Sollte die Weichsel-Stellung nicht zu halten sein, hätten die Verbände des Ostheeres diese neuen vorbereiteten Stellungen besetzen sollen.
Punktuell kam es zum Bau von Verteidigungsanlagen und Bereitstellungen von Arbeitskräften und Material, wie zum Beispiel in Frankfurt (Oder), wo Vorfeldstellungen für die Nibelungen-Stellung errichtet wurden. Auch sind Einheiten des Reichsarbeitsdienstes in Orten (wie beispielsweise Reitwein und Klessin) entlang der Seelower Höhen nachgewiesen.

Da die sowjetischen Truppen bereits Ende Januar/Anfang Februar die Oder überschritten, war eine Durchführung nicht mehr möglich. Die genannten Kräfte mussten sogar die erste Verteidigungslinie bilden und den weiteren Vormarsch der sowjetischen Truppen aufhalten.
Bereits am 30. Januar 1945 erreichten sowjetische Truppen Kienitz im Oderbruch und am 2. Februar 1945 überschritten Vorausabteilungen der 1. Weißrussische Front die Oder zwischen Göritz (Oder) und Reitwein.